# Alekseï Bezgodov
Alekseï Mikhaïievitch Bezgodov (en russe : Алексей Михайлович Безгодов,  est un joueur d'échecs russe né le 30 juin 1969. Grand maître international en  1999, il a remporté le championnat de Russie d'échecs en 1993 et fut finaliste du championnat russe en 1999.
En 1er février 2021, il est le 171e joueur russe avec un classement Elo de 2 452 points.

## Biographie et carrière
En 2013, Bezgodov partagea la première place du championnat de Russie avec Eldar Moukhametov avec 6,5 points sur 9 et remporta le match de départage qui suivit 3 à 1. 
En 1999, il partagea la première place championnat d'Ukraine à Alouchta, ex æquo avec quatre joueurs, puis il finit deuxième du championnat de Russie d'échecs 1999, battu en finale par Konstantin Sakaïev. L'année suivante, il participa au Championnat du monde de la Fédération internationale des échecs 2000 à New Delhi où il fut battu au premier tour par l'Américain Boris Gulko. En 2001, il finit à la quatrième-vingtième place ex æquo (sur 60 participants) du championnat de Russie avec 5,5 points marqué en neuf parties.
En 1995 et 2004, il finit deuxième du mémorial Tchigorine à Saint-Pétersbourg.
En 2010, il participa à l'Olympiade d'échecs de 2010 et marqua sept points sur 10 au deuxième échiquier de l'équipe de Russie D qui finit à la 39e place de la compétition. 
À la fin des années 2000, Bezgodov participa à la Coupe du monde d'échecs 2009 à Khanty-Mansiïsk où il fut battu par Vassili Ivantchouk (0 à 2) au premier tour, puis il joua à la Coupe du monde d'échecs 2011 et fut battu par Nikita Vitiougov au premier tour 2 à 4 après les départages en parties rapides et en blitz.